# 시청각 교육
시청각 교육은 시청각 매체를 교육과정에 통합시켜 교육에 적절히 활용함으로써 학습 지도의 효율성을 높이는 것을 뜻한다.

## 개요
시청각 매체는 학습자의 시청각을 통한 학습을 지도할 때, 학습의 효율성을 높이기 위해 활용하는 자료이다. 시청각 매체는 시각과 청각을 동시에 자극할 수 있는 자료이므로 기존의 사진과 교과서 등과 같은 시각매체와는 다른 개념이다. 시청각 매체에는 영화, 비디오테이프, 교육방송 등과 같은 것이 있다. 학습자의 수준과 학습할 내용을 고려하여 매체를 사용하는 것이 효과적이다.

## 시청각교육의 특성
- 녹화와 시청의 즉시성
- 내용 표현방식의 다양성
- 반복사용
- 사실성
- 교수-학습내용의 표준화
- 개별화 수업과 학습을 위한 활용의 가능성

## 장점
- 연속적인 동작의 구체적 제시를 통한 운동기능 학습
- 과정의 제시
- 안전한 관찰
- 극적 재연출
- 문제해결 학습
- 정의적 영역의 학습
- 학습자의 동질성
- 문화적 이해

## 단점
- 고정된 순서
- 오개념의 형성가능성
- 비싼 소프트웨어와 하드웨어
- 제한된 개발과 보급

## 참고 문헌
- 시청각교육의 특성과 장단점 「교육방법 및 교육공학」, 변영계, 학지사, 2003